# Grzbiet Kamienicki

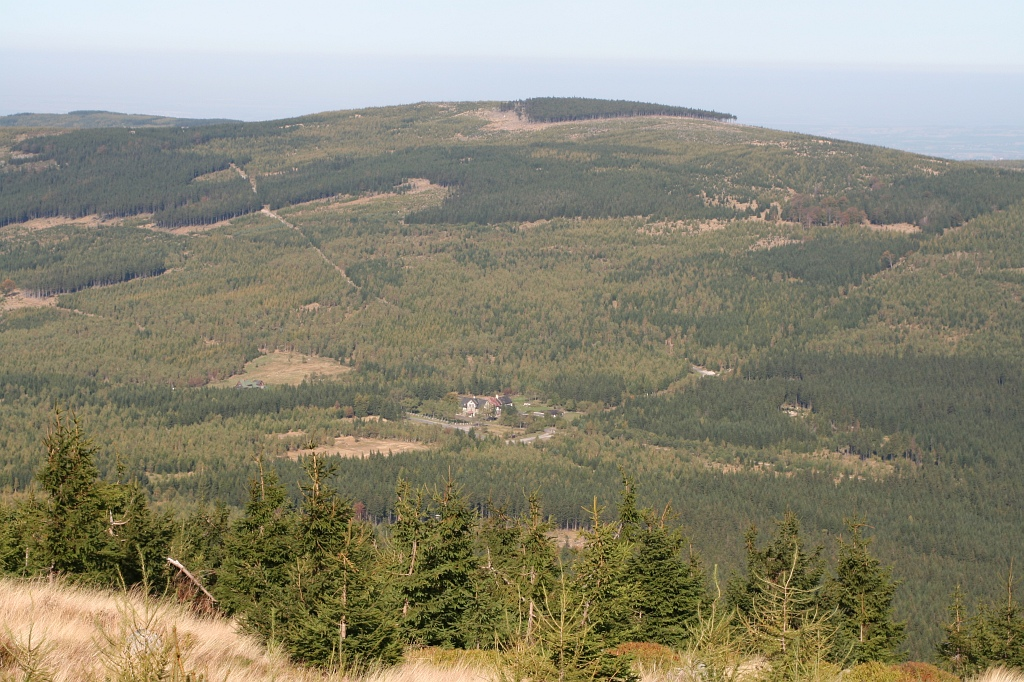
Góra Kamienica w Górach Izerskich – najwyższy szczyt Grzbietu Kamienickiego.

Grzbiet Kamienicki (do 1945 niem. der Zacken Kamm) – północno-wschodnia część Gór Izerskich należących do Sudetów Zachodnich, ciągnąca się od doliny Kwisy na północnym zachodzie do doliny Kamiennej na północnym wschodzie.

## Położenie
Od północy graniczy z Pogórzem Izerskim, od wschodu z Kotliną Jeleniogórską, od południowego wschodu z Karkonoszami, a od południa i zachodu z Wysokim Grzbietem. Najwyższym szczytem jest Kamienica (974 m n.p.m.). Z Wysokim Grzbietem łączy się na Rozdrożu Izerskim.

## Budowa geologiczna
Pod względem geologicznym należy do bloku karkonosko-izerskiego, a ściślej metamorfiku izerskiego. Zbudowane ze skał metamorficznych: głównie z różnych odmian gnejsów, a w północnej części łupków łyszczykowych, leukogranitów, leptynitów, podrzędnie występują wkładki amfibolitów oraz skały żyłowe. Na północnym skraju pasma, częściowo na Pogórzu występują trzeciorzędowe bazalty.